# Krajowa Rada Narodowa
Die Krajowa Rada Narodowa (KRN), der Landesnationalrat, war eine politische Einrichtung und ein Quasi-Parlament, welche in Polen gegen Ende des Zweiten Weltkriegs in der Sowjetunion gegründet wurde und zur Einrichtung eines kommunistischen Regimes unter sowjetischer Kontrolle in Polen führte.

## Gründung und Ziele
Die Krajowa Rada Narodowa wurde am 31. Dezember 1943 in Moskau von der neugeschaffenen und von Josef Stalin akzeptierten kommunistischen Partei Polska Partia Robotnicza (deutsch: Polnische Arbeiterpartei) (PPR) unter Władysław Gomułka eingerichtet. Die alte Kommunistische Partei Polens (Komunistyczna Partia Polski, KPP) war während des Großen Terrors Stalins ausgelöscht worden. Der Rat sollte gemäß Beschluss des Zentralkomitees der PRP vom 7. November 1943 der wahre politische Repräsentant der polnischen Nation sein und die Macht haben, im Namen der Nation zu handeln sowie die Geschäfte des Landes bis zur Befreiung Polens von der Besatzung zu führen. Von Anfang an bezeichnete sich der Rat als weitgehend repräsentativ für die antifaschistischen, demokratischen Bewegungen. Die KRN nannte die Mitglieder der Vorkriegsregierungen der Sanacja und die der Londoner Polnischen Exilregierung faschistisch und verweigerte diesen jegliche Repräsentation in der KRN. Von den Ausgeschlossenen wurde der Rat seinerseits als illegal bezeichnet. Es wurde deshalb am 9. Januar 1944 von diesen das bereits geplante Parlament, der Rat der nationalen Einheit (Rada Jedności Narodowej, RJN) gegründet.

## Das Parlament
Vorsitzender der Krajowa Rada Narodowa wurde der Stalinist Bolesław Bierut, der sich bei der zukünftigen Regierungsgewalt auf die Anwesenheit der Roten Armee stützen wollte und nicht wollte, dass der Einfluss anderer Parteien die Macht der Polnischen Arbeiterpartei einschränken könnte. Partner in der KRN wurden Mitglieder der Polnischen Sozialistischen Partei (PPS), der Polnischen Volkspartei PSL, der Volkspartei (SL), der Demokratischen Partei (SD), der Arbeiterpartei (SP) sowie Unabhängige und politische Vertreter der Juden. Drei Stellvertreter Bieruts aus den anderen Gruppierungen wurden gewählt, unter anderem für die PSL Wincenty Witos.

## Regierung
Am 22. Juli 1944 etablierte sich im gerade erst von den Sowjettruppen befreiten Lublin eine erste Regierung, das Lubliner Komitee unter kommunistischer Hegemonie in einer Zusammenarbeit der Krajowa Rada Narodowa mit dem ZPP, dem Bund Polnischer Patrioten. Diese Regierung, das Polnische Komitee für die Nationale Befreiung (PKWN), war der halbherzige Versuch, den Forderungen der Westmächte nachzukommen, eine Koalitionsregierung zu bilden. Regierungschef war Edward Osóbka-Morawski, der auch Regierungschef der am 31. Dezember 1944 gebildeten Provisorischen Regierung der Republik Polen (Rząd Tymczasowy Rzeczypospolitej Polskiej), wurde.
Bis zu den Wahlen zum Sejm im Jahre 1947 hatte die Krajowa Rada Narodowa sowohl gesetzgeberische als auch Regierungsaufgaben und Bolesław Bierut fungierte als Staatsoberhaupt. Im Juli 1945 hatte die KRN 173 Mitglieder, davon 97 von der PPR, 77 von der PPS, 56 von der SL, 17 von der SD und 26 Unabhängige. Mit der Erhöhung der Zahl der Mitglieder des Rats auf 444 im Oktober 1946 ergaben sich folgende Zahlen: 135 PPR, 111 PPS, 62 SL, 57 PSL, 37 SD, je 1 Vertreter der jüdischen Gruppen: Bund, Kommunisten und Zionisten sowie 26 Unabhängige.
Am 30. Juni 1946 führten die polnischen Kommunisten eine Volksabstimmung durch, deren Ergebnisse vollständig gefälscht waren, ebenso wie die der Sejmwahl in Polen 1947. Die durch die Wahlen legitimierte Herrschaft der kommunistischen Partei und die damit verbundenen Repressionen und Verfolgungen zwangen viele der Politiker, das Land zu verlassen.